# L'Inondation à Port-Marly (Sisley, Cambridge)
L'Inondation à Port-Marly (Daulte (D.) 241) est un tableau réalisé par Alfred Sisley en 1876 dans sa série des Inondations à Port-Marly. Il se  trouve actuellement au Fitzwilliam Museum à Cambridge. Peint à Port-Marly, il est reproduit sur le lieu de sa création sur un parcours du Pays des Impressionnistes.

## Contexte
Entre 1872 et 1876, Alfred Sisley a réalisé onze toiles représentant des inondations de la Seine à Port-Marly, s’étant installé à proximité, à Marly-le-Roi, durant l'hiver 1874-1875, avant la grande crue de la Seine des 17-18 mars 1876 qui atteint 6,68 mètres au pont d’Austerlitz à Paris où le quai de Bercy est sous 2 mètres d’eau.
Dans le tableau de 1876 de Sisley, le front météorologique est proche, comme l'indique le ciel couvert de nuages gris, épais et turbulents évoquant des nimbostratus annonçant la pluie. 

## Description et analyse
La plupart des toiles de Sisley dans sa série des inondations à Port-Marly représentent la rue de Paris, anciennement route de Saint-Germain, avant son croisement avec la rue Jean Jaurès, hormis deux tableaux où le peintre s'est placé après ce croisement. Dans L'Inondation sur la route de Saint-Germain (D. 238), il est plus proche de la Seine dans l'avenue des Châtaigniers où les maisons de la rue de Paris sont représentées à gauche de la toile, de telle façon que le sujet est formé par les barques, le fleuve et sa crue.  
Dans la présente toile, Sisley représente la rue de Paris en sens inverse des autres tableaux, depuis une position avale du croisement avec la rue Jean Jaurès, si bien que les maisons sont figurées à droite. Sisley avait déjà réalisé des vues panoramiques de Port-Marly en 1875 avec la même orientation, mais en hiver, sous la neige (non-D, exposition Artemis 1981, no 9, collection particulière, Londres). Les hivers de 1875 et 1876 particulièrement rigoureux et la période de neige prolongée donne à Sisley l'occasion d'en observer les effets. Une toile de 1876 intitulée Hiver à Marly, effet de neige représente une vue similaire sous un angle différent.
Les troncs d'arbres forment une série de lignes verticales divisant la toile en secteurs équanimes. A droite, dans l'espace plus important entre 2 arbres, Sisley représente une ligne verticale entre les maisons ocre-brun et blanche, voisines. Le point de vue et les verticales donnent une impression de profondeur et de mouvement. 
Christopher Lloyd (en) compare le procédé utilisé par Sisley à l'usage de la perspective dans le contexte de la Renaissance italienne comme dans La Chasse en forêt de Paolo Uccello au  Ashmolean Museum. Sisley améliore ici une méthode de composition déjà utilisée plus tôt dans Allée de châtaigniers près de La Celle Saint-Cloud et Le Chemin de la Machine, Louveciennes. 
Les diagonales que forment les barques de premier plan et les personnages à droite donnent à la composition un aspect moins rigide. Les couleurs locales rouge-brique, ocre-brun, bleu-gris et vert-olive contrebalance la tonalité sombre de la toile dominée par le ciel pluvieux.  
Sisley a varié la surface peinte, le fond ocre chaud est visible par intermittence du fait de ses touches vives et hachées. Cependant, le ciel, les maisons et le premier plan sont peints en plein. 
Les branches des arbres de droite sont brossées habillement sur le ciel en touches libres et rythmées. Les branches des autres arbres apparaissent moins complètement, avec le contraste des pigments noirs et le fond clair, créant une série accentuée telles des étincelles dans la composition.

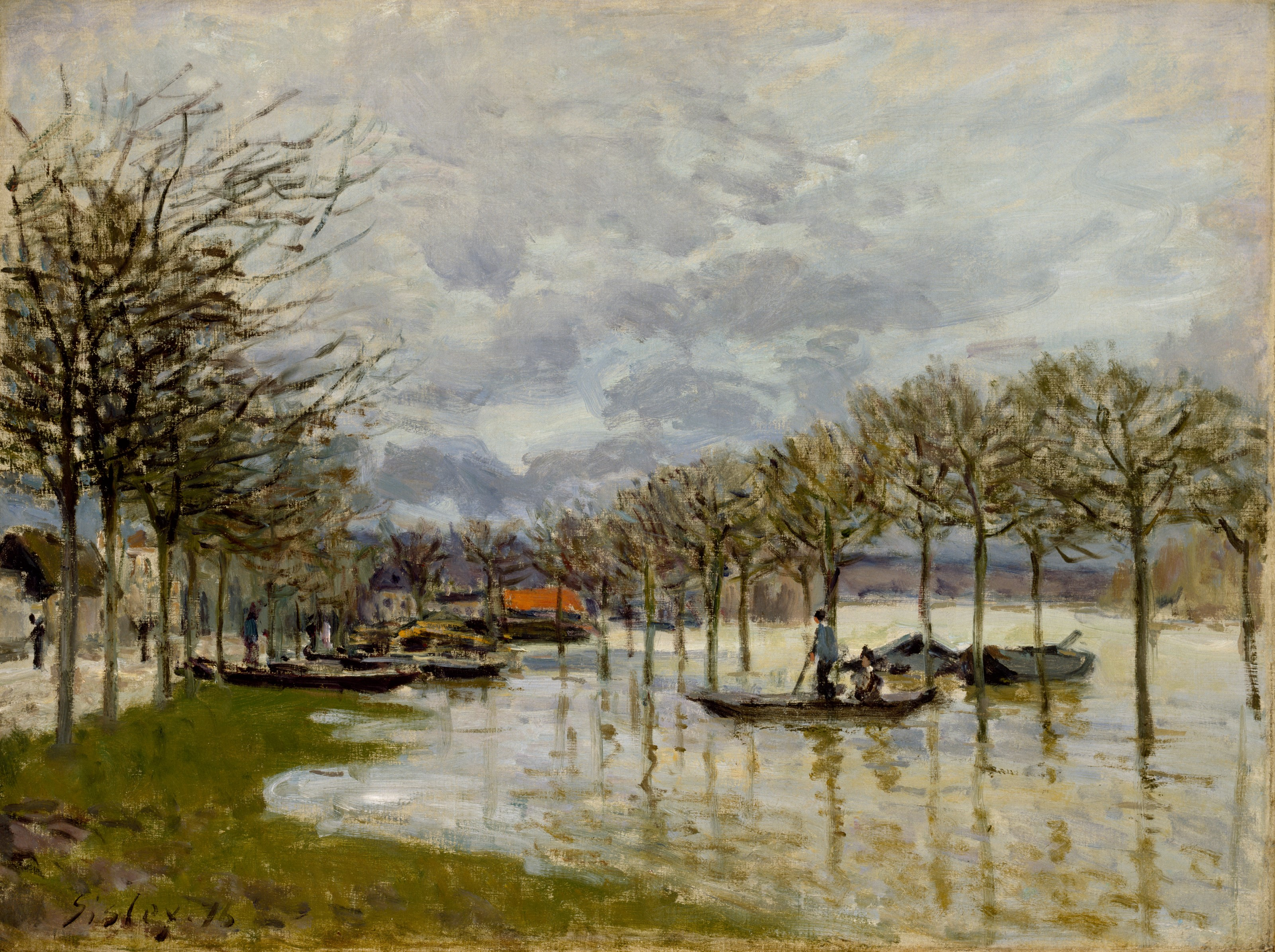
L'Inondation sur la route de Saint-Germain, 1876, musée des Beaux-Arts de Houston.
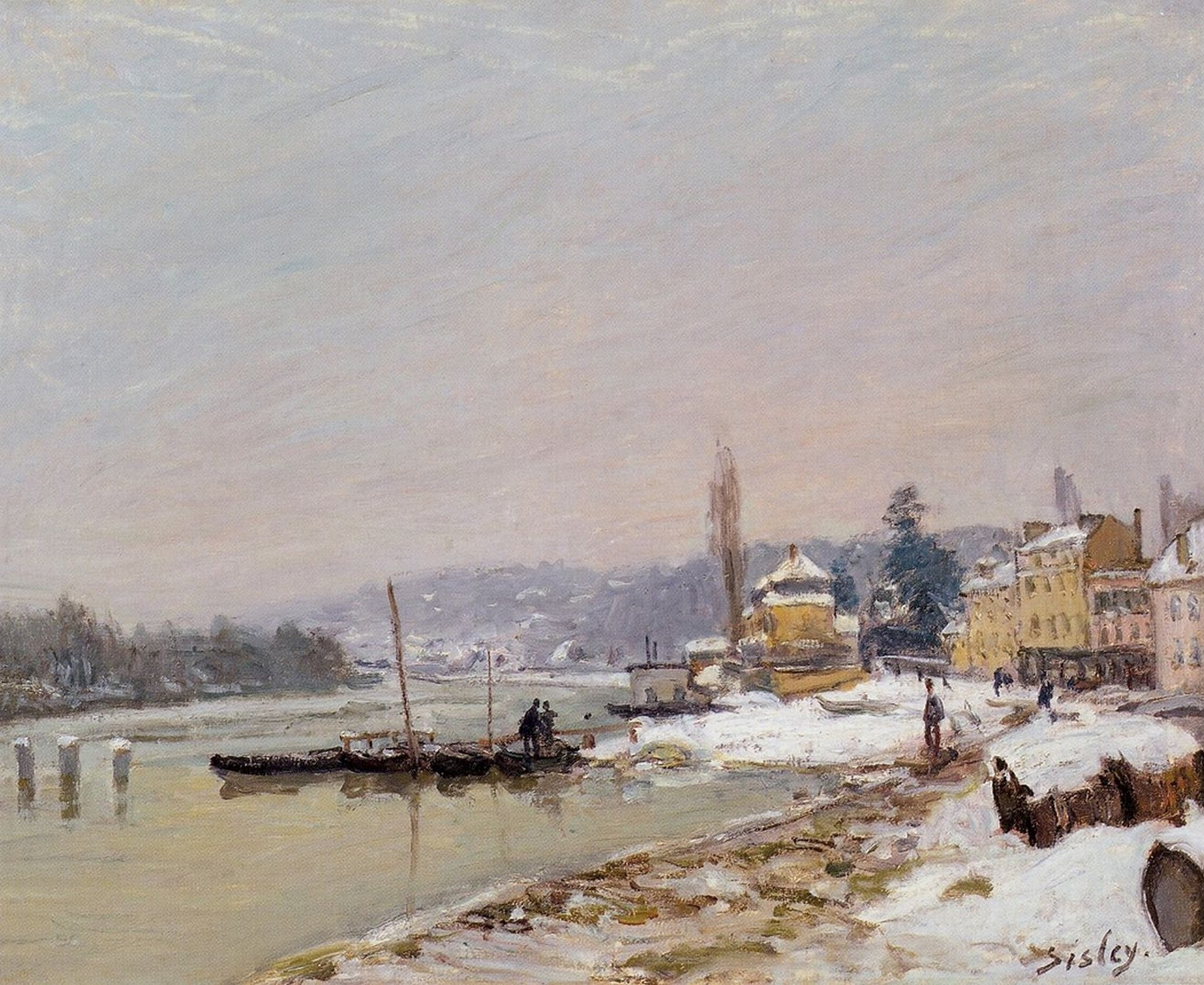
Port-Marly sous la neige, 1875,  46 x 56.5 cm, Schorr Collection.
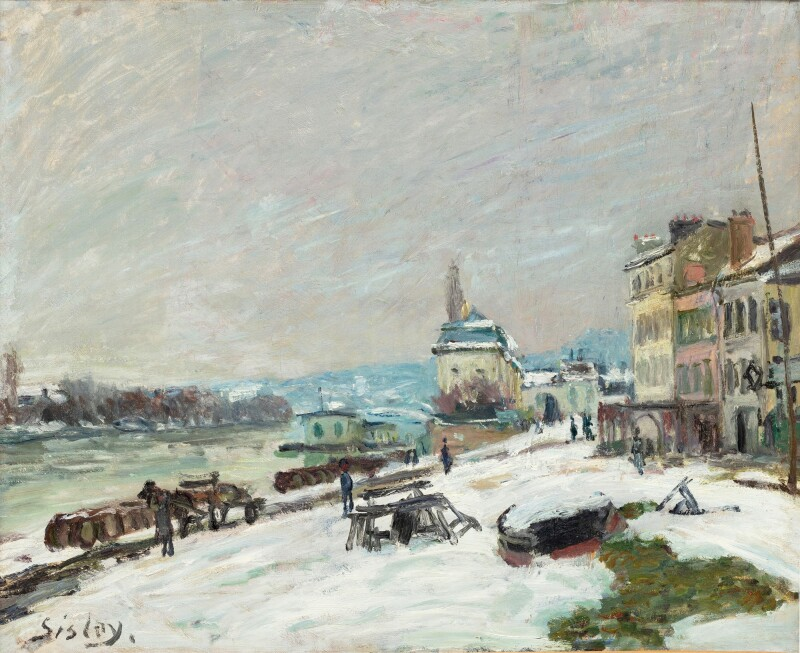
Hiver à Marly, effet de neige, 1876, Collection particulière

## Provenance
- Bernheim-Jeune, Paris[3],
- M. Hirsch, Paris[N 1],
- vente X. hôtel Drouot, Paris, 5-6 décembre 1912,  lot 47[6],
- M. de Rochecouste, Paris[6],[N 2]
- Étienne Bignou, Paris[6],
- Knoedler, New York[3],
- Alex Reid & Lefèvre (en), Londres[6],
- Achat en 1929 capitaine Stanley William Sykes, don au Fitzwilliam Museum en 1958[6].

## Expositions
- 1922 : Paris, Paul Rosenberg, Exposition d'œuvres des grands maîtres du XIXe siècle, no 92[3].
- 1928 : A Century of French Painting, New York, Knoedler, no 22[7].
- 1971 : Alfred Sisley (1839-99). Impressionist Landscapes, Nottingham, no 7[3].
- 1974 : Impressionism; Its Masters, Its Precursors, and Its Influence in Britain, Londres, Royal Academy of Arts, no 110[3].
- 1981 : Alfred Sisley 1839-1899 (David Carritt (Gallery), Londres, Artemis, no 11[3].
- 1985 :  Retrospective Alfred Sisley, Tokyo, Fukuoka, Nara, no 21[3].
- 1992-1993 : Sisley, Londres, Royal Academy of Arts, Paris, musée d'Orsay, Baltimore, Walters Art Gallery,no 39[3].

## Reproduction sur un parcours du Pays des Impressionnistes

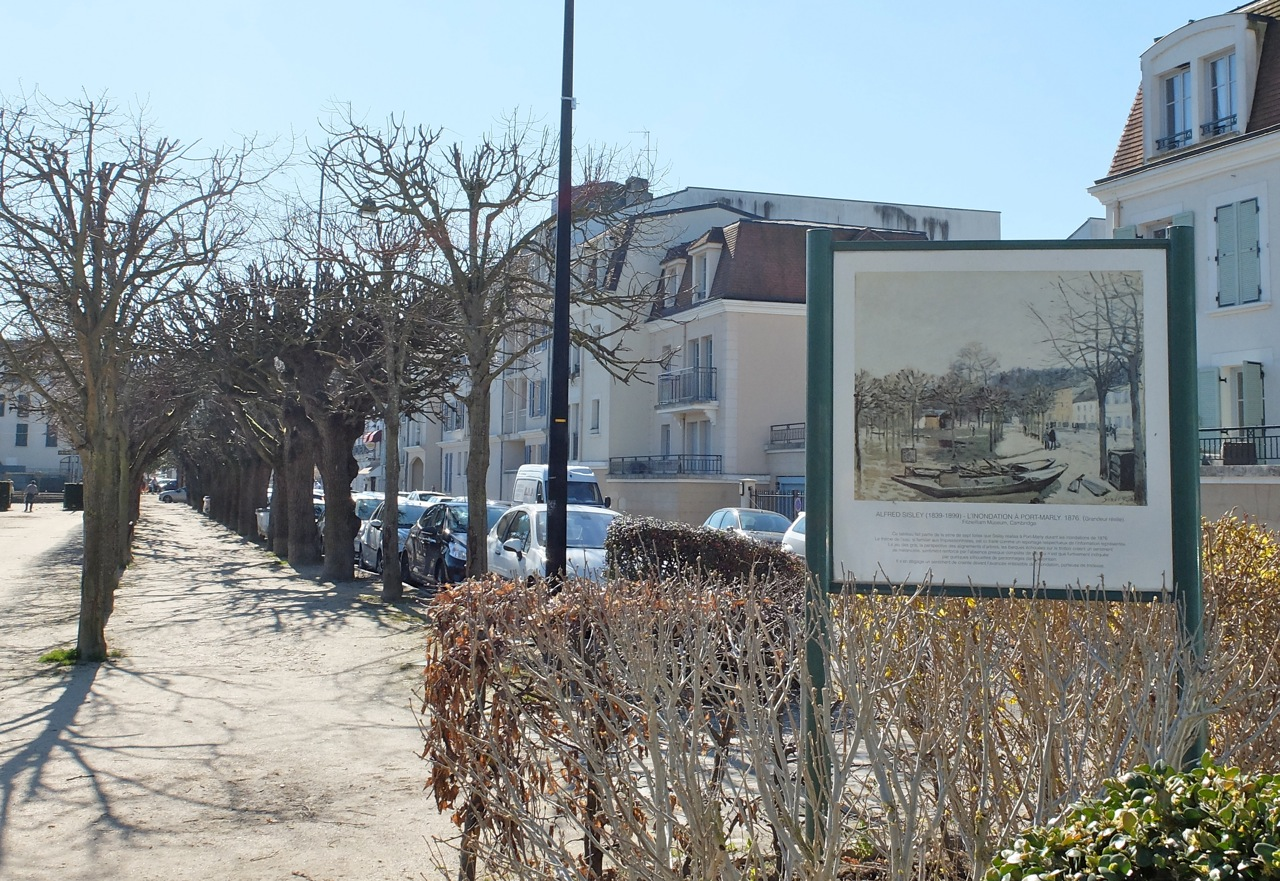
Plaque de la reproduction du tableau sur le lieu de sa création.

Une reproduction du tableau grandeur réelle est exposée depuis les années 1990 à l'endroit de sa création, le long d'un parcours du Pays des Impressionnistes.
Elle est située à hauteur du no 23 de la rue de Paris.